# Kokama
I Kokama  sono un gruppo etnico del Brasile, del Perù, della Colombia ed il Venezuela con una popolazione totale superiore ai 20.000 membri.

## Lingua
Parlano la lingua cocama-cocamilla o kokama (codice ISO 639-3 cod)che appartiene alle lingue tupi-guaraní, un linguaggio molto simile alla lingua parlata dai Kambeba. Si presume che la lingua kokama sia il risultato di decenni di interazione tra i vari gruppi Tupi della regione del fiume Marañón con la lingua tupinambá che le ha fornito il 60% del vocabolario. In Perù quasi tutta la comunità parla anche lo spagnolo. A differenza dei gruppi stanziati in Perù, quelli del Brasile non sono soliti parlare la lingua madre preferendo il portoghese.

## Insediamenti
Vivono quasi tutti in Perù. Altre comunità sono stanziate in Colombia e nello stato brasiliano dell'Amazonas (sul fiume Solimões, nei comuni di Tabatinga, São Paulo de Olivença, Benjamin Constant, Amaturá, Santo Antônio do Içá, Tonantins, Fonte Boa, Tefé e Jutaí).